# 熊木捨治

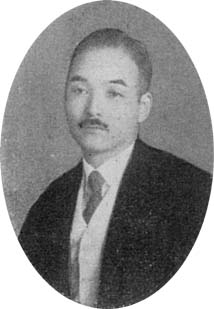
熊木捨治

熊木 捨治（くまき すてじ、1882年〈明治15年〉7月2日 - 1953年〈昭和28年〉5月）は、日本の教育者・文部官僚。

## 経歴
新潟県出身。新潟県立中学校を経て、1907年（明治40年）に早稲田大学文学部哲学科を卒業し、さらに1910年（明治32年）に京都帝国大学文科大学哲学科選科を修了した。同年より京都府立第二中学校教諭嘱託を務め、1916年（大正5年）に京都府女子師範学校教諭となった。京都府立第二中学校教諭、京都府立桃山中学校校長を経て、1927年（昭和2年）に文部省督学官に就任し、図書監修官を兼ねた。1941年（昭和16年）、高岡高等商業学校校長となり、1943年（昭和18年）に大阪第一師範学校校長に転じた。1945年（昭和20年）からは東京第一師範学校校長を務めた。